# Съмтър (окръг, Джорджия)
Окръг Съмтър (на английски: Sumter County) е окръг в щата Джорджия, Съединени американски щати. Площта му е 1277 km², а населението - 33 200 души (2000). Административен център е град Америкъс.